# Xeniaria truncata
Xeniaria truncata – gatunek skorków z podrzędu Neodermaptera i rodziny Arixeniidae.
Gatunek ten opisany został w 1974 roku przez T.C. Maa na podstawie dorosłej samicy i larw, odłowionych w 1964 i 1965 roku. Epitet gatunkowy truncata oznacza „ścięta” i nawiązuje do kształtu przedpiersia.
Skorki te mają umiarkowanie spłaszczone ciało, u dorosłych osiągające 18 mm długości. Długość ciała u zmierzonych larw I stadium wynosi od 6 do 6,5 mm, II stadium 8,6 mm, III stadium 9,5 mm, a IV stadium 13 mm. Czułki dorosłych buduje 14 członów, z których trzeci jest u samic krótszy niż piąty. Przedpiersie u wszystkich stadiów rozwojowych jest z tyłu ścięte. Śródpiersie u dorosłych ma 4,5 mm szerokości. Dziesiąty tergit odwłoka ma u dorosłych tylną krawędź z parą guzkowatych, a u larw III i IV stadium kanciastych wyrostków ponad nasadami przysadek odwłokowych. Dorosłe samice mają wierzchołek pygidium nieodgięty ku górze. Larwy I i II stadium mają na spodzie pygidium 4–6 silnych szczecin przy nasadzie, a III i IV stadium szczyt pygidium nieco odgięty ku górze.
Przedstawiciele rodzaju są związani z bezwłosymi nietoperzami: naguskami obrożnymi (Cheiromeles torquatus). Spotykani są wyłącznie w jaskiniach i dziuplach, zasiedlonych przez te nietoperze oraz na ich ciele. Większość czasu skorki te spędzają na guanie zalegającym na ścianach i stropach grzęd nietoperzy, żerując na odżywiających się guanem stawonogach. Na ciała gospodarzy wchodzą prawdopodobnie celem pożywiania się na ich wydzielinach, choć samego żerowania nigdy nie zaobserwowano.
Owady te zamieszkują filipińską wyspę Palawan w południowo-wschodniej części krainy orientalnej.